# Néstor Almanza (chilijski zapaśnik)
Néstor Evián Almanza Truyol (ur. 28 lipca 2002) – kubański, a od 2020 roku chilijski zapaśnik walczący w stylu klasycznym. Olimpijczyk z Paryża 2024, gdzie zajął trzynaste miejsce w kategorii do 67 kg. Zajął 23. miejsce na mistrzostwach świata w 2022 roku. 
Piąty na igrzyskach panamerykańskich w 2023. Srebrny medalista mistrzostw panamerykańskich w 2023; brązowy w 2024 i 2025. Mistrz panamerykański juniorów w 2022 roku.
Jego ojciec Néstor Almanza, również był zapaśnikiem i olimpijczykiem z Barcelony 1992. Reprezentował Kubę.